# Frederik Hendriksen
Frederik Hendriksen, född 11 augusti 1847, död 13 januari 1938, var en dansk grafiker och författare.
Hendriksen var elev vid konstakademin i Köpenhamn 1863-66, stiftare av Forening for Boghaandværk 1888 och dess ordförande fram till 1919. Bland hans skrifter märks Mennesker og Oplevelser (1910), Kristian Zahrtmann (1916), Lorenz Frølich (2 band, 1920-21), Kjøbenhavnske Billeder (4 band, 1924-27), En dansk Kunstnerskreds (1928). Hendriksen utgav tidskriften Ude og Hjemme 1877-84.

## Utmärkelser
- Riddare av Dannebrogorden,  2 april 1897[7]

[Redigera Wikidata]